# الجعة في مصر

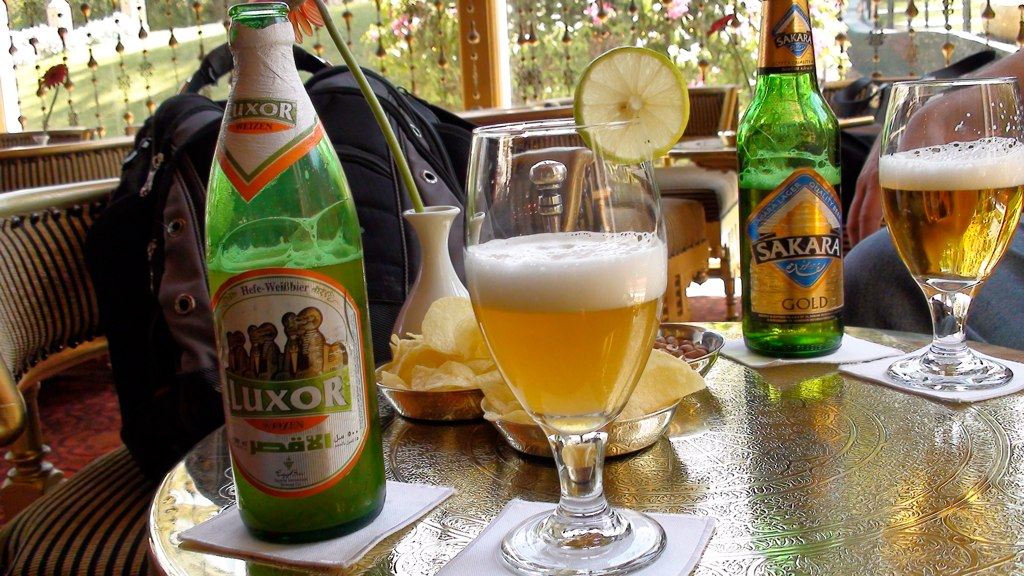
زجاجة لوكسر وسقارة وهي أنواع جعة تصنعها شركة الأهرام للمشروبات داخل مصر.

لطالما لعبت الجعة في مصر دور هام ويرجع وجودها في مصر إلى فترة ما قبل الأسرات. كان النبيذ يفضله الطبقة العليا، بينما كانت الجعة عنصر أساسي في التظام الغذائي لالطبقة العاملة في مصر القديمة. على الرغم من القيود الدينية ووجهات النظر المتضاربة حول الكحول بعد الفتح الإسلامي لمصر، لم تتوقف إستهلاك الجعة، ولا تزال هي المشروب الكحولي الأكثر شعبية في البلاد حتى الآن، حيث تمثل 54 في المائة من إجمالي استهلاك الكحول.

## طالع أيضًا
- نبيذ مصري